# Mas Montserrat (Castellcir)

El Mas Montserrat, respecte del terme de Castellcir

El Mas Montserrat, o Cal Montserrat, és una masia del terme municipal de Castellcir, al Moianès.
Està situada al nord-est del sector central del terme, al nord-oest de la urbanització del Prat i a ponent de la masia del Prat. És a la dreta del Xaragall de la Cuaranya i a l'esquerra del torrent de la Mare de Déu.
Des del Carrer de l'Amargura surt un carrer cap al nord que enllaça aquest nucli amb el de la Roureda, on enllaça al cap de 850 metres amb la pista que des de la carretera BV-1310 continua cap a Santa Coloma Sasserra. Continuant cap al nord per aquesta pista, en 650 metres s'arriba al lloc, just a ponent de la masia del Prat, d'on arrenca cap a ponent la pista rural que mena al Verdeguer. El Mas Montserrat és al nord d'aquest camí, a 500 metres de la pista de Santa Coloma Sasserra.
En l'actualitat (2010), al Mas Montserrat hi ha instal·lada una important empresa de productes naturals especialment dedicats als vegetarians.